# 曾景文
曾景文（英語：Tsang King-man，1954年11月10日—），香港路政署前助理署長，工程師。2012年7月牽涉入麥齊光涉貪案，一度被判串謀詐騙罪成，最終於2016年1月6日上訴得直。

## 簡歷
早年就讀香港大學，1981年加入香港政府，主要在運輸署工作。其主要工作範疇包括交通發展研究、技術及合約管理等。曾任運輸署助理署長（技術服務），2010年調任路政署助理署長，其職級屬首長級第二級 (D2)，月薪約13萬港元。曾景文長時期居住於高級公務員宿舍。
曾景文於2001年擔任運輸署總工程師期間，曾向傳媒介紹中區、金鐘及灣仔行人天橋網絡計劃，2009年任助理署長期間，則曾向傳媒介紹「公共交通查詢服務」試驗版。

## 與麥齊光申請房屋津貼事件
曾景文曾與前發展局局長麥齊光，在1986年至1988年期間，共27個月互相租住對方名下的城市花園住宅單位，並申請領取香港公務員房屋津貼。兩人又簽署賣樓授權書，互相授權對方可以出售自己的單位，令人質疑租客才是真正業主。2012年7月12日，麥齊光夫婦及曾景文夫婦因涉嫌不誠實申領租金津貼同被廉政公署拘捕，其後被檢控串謀詐騙。2013年6月24日，2人被裁定6項罪名全部成立，於同年8月8日於區域法院，被判監禁8個月，緩刑2年。2016年1月6日，終審法院裁定2人上訴得直，撤銷串謀詐騙的定罪。

## 資料來源
1. ↑  好好先生 曾景文退休金凍過水 （页面存档备份，存于） 蘋果日報，2012年7月13日
2. ↑  曾景文退休金長俸凍過水 （页面存档备份，存于） 東方日報，2012年7月13日
3. ↑  麥齊光曾景文罪成　公務員自危 （页面存档备份，存于） 《蘋果日報》2013年6月25日
4. ↑  【呃租津案】麥齊光曾景文 同緩刑免坐監 （页面存档备份，存于）《蘋果日報》2013年8月8日
5. ↑  . on.cc. 2016-01-06  [2016-01-06]. （原始内容存档于2016-01-07）.